# Ninel Conde
Ninel Herrera Conde (Toluca de Lerdo, 29 de septiembre de 1976) es una cantante y actriz mexicana.

## Biografía
Ninel comenzó su carrera artística en 1995 tras haber ganado el concurso Señorita Estado de México. Estudió teatro y expresión corporal en el Centro de Arte y Teatro Emilia Carranza, posteriormente cursó actuación y clases de canto con Sergio Jiménez. En 1998 tomó un curso de teatro y técnicas de relajación, dirección, y proyección, de René Pereyra.
Trabajó en las televisoras Televisa, TV Azteca y Univision.
Además de telenovelas, ha participado en algunas obras teatrales como la puesta en escena "Mujeres frente al espejo", bajo la dirección de Sergio Jiménez. También en programas de televisión como, Al derecho y al Derbez y Lo que callamos las mujeres.
Ha sido acreedora de varios reconocimientos como el Sol de Oro, premio que se le otorgó como Actriz revelación por la telenovela Catalina y Sebastián, también recibió las Palmas de Oro por su actuación en la obra de teatro "Mujeres frente al espejo".
Su primer producción discográfica llevó por título Ninel Conde (2003), que contiene la canción "Callados", interpretada a dúo con el cantante José Manuel Figueroa. Con este material fue nominada al premio Grammy Latino en el 2004, como "Mejor álbum grupero".
En 2004 participó en la cinta 7 mujeres, un homosexual y Carlos y en la tercera edición del reality show Big Brother VIP.
En el 2005 sale a la venta su segunda producción discográfica "La Rebelde" de donde se desprenden Todo conmigo, Ingrato, Que no te asombre, y Tú. También participó en la telenovela Rebelde, con la cual fue nominada a los premios TVyNovelas 2006 como "Mejor actriz protagónica".
En el 2006 salió a la venta su disco "El bombón asesino" (donde figura la canción homónima de autoría argentina que le hizo ganar ese apodo).
Desde 2007 es una de tres presentadoras del programa de televisión Desmadruga2 de Israel Jaitovich.
En el 2008 formó parte del elenco de la telenovela "Fuego en la sangre" como "Rosario", por esta participación fue nominada a los premios TVyNovelas como "Mejor actriz co-estelar".
Formó parte del reality show "El Show de los sueños".
En el 2009 trabajó en la telenovela Mar de amor como Coral.
En enero de 2014 condujo Premios Lo Nuestro al lado de William Levy.

## Vida personal
Ninel Conde tiene una hija llamada Sofía (n. 1997) de un matrimonio anterior con el actor mexicano Ari Telch.
El 7 de diciembre de 2007 se casó con el empresario Juan Zepeda en una ceremonia en el puerto de Acapulco, México, divorciándose el 19 de septiembre de 2013.
El 10 de abril de 2008 falleció su madre de cáncer y en 2009 crea en honor a ella la fundación Mirna Conde para luchar contra el cáncer.
El 21 de octubre de 2014, dio a luz a su segundo hijo, Emmanuel, producto de su relación con Giovanni Medina. En noviembre de 2022, anunció que llegó a un acuerdo con su expareja Giovanni Medina sobre la custodia de su hijo.

## Trayectoria
| Año         | Título                                 | Rol                                  |
| ----------- | -------------------------------------- | ------------------------------------ |
| 1995        | Bajo un mismo rostro                   | Mujer                                |
| 1996        | La antorcha encendida                  | Mirta                                |
| 1996        | Luz Clarita                            | Elsa Cárdenas                        |
| 1998        | Perla                                  |                                      |
| 1999        | Catalina y Sebastián                   | Paty                                 |
| 2000        | Besos prohibidos                       | Karen                                |
| 2000        | Vuelve conmigo                         | n/a                                  |
| 2000        | La revancha                            | Reina Azcárraga                      |
| 2001        | Como en el cine                        | Topacio 'La matadora'                |
| 2004 - 2006 | Rebelde                                | Alma Rey                             |
| 2008        | Fuego en la sangre                     | Rosario Montes                       |
| 2009 - 2010 | Mar de amor                            | Catalina "Coral" Mijares de Galindez |
| 2012 - 2013 | Porque el amor manda                   | Discua Paz de la Soledad             |
| 2017        | En tierras salvajes                    | Carolina Tinoco Cruz                 |
| 2018 - 2020 | El señor de los cielos                 | María de los Ángeles "Evelina" López |
|             | Películas                              |                                      |
| Año         | Título                                 | Rol                                  |
| 2022        | Escándalo secreto: En plena cuarentena | La Jefa del Norte                    |
| 2004        | 7 mujeres, 1 homosexual y Carlos       | Mónica                               |
| 2004        | Mujeres infieles II                    | n/a                                  |
|             | Teatro                                 |                                      |
| Año         | Título                                 | Rol                                  |
| 2002        | Mujeres frente al espejo               | n/a                                  |
| 2010        | Alta atracción                         | n/a                                  |
|             | Reality Shows                          |                                      |
| Año         | Título                                 | Rol                                  |
| 2004        | Big Brother VIP                        | Concursante                          |
| 2008        | El Show de los sueños                  | Concursante                          |
|             | Programas de televisión                |                                      |
| Año         | Título                                 | Rol                                  |
| 2006        | Ugly Betty                             | TV Sexy Woman                        |
| 2007        | Desmadrugados                          | Conductora                           |
| 2023        | Divinisimas                            | Conductora                           |
| 2023        | Secretos de las indomables             | Ella misma                           |
| 2024        | ¿Quién es la máscara?                  | El León Azul                         |
| 2025        | La casa de los famosos México          | Ella misma                           |

### Álbumes de estudio
| Año  | Detalles del álbum                                       | Certificaciones (en ventas) |              |
| Año  | Detalles del álbum                                       | Certificaciones (en ventas) | MEX          |
| ---- | -------------------------------------------------------- | --------------------------- | ------------ |
| 2003 | Ninel Conde - Sello discográfico: Universal Music Latino | –                           | - MX ventas: |
| 2005 | La rebelde - Sello discográfico: Universal Music Latino  | –                           | - MX ventas: |
| 2010 | Libre - Sello discográfico: Televisa EMI Music           | –                           | - MX ventas: |

### Compilación de éxitos
| Año  | Detalles del álbum                                                     | Certificaciones (en ventas) |              |
| Año  | Detalles del álbum                                                     | Certificaciones (en ventas) | MEX          |
| ---- | ---------------------------------------------------------------------- | --------------------------- | ------------ |
| 2005 | Y... Ganó el amor - Sello discográfico: Universal Music Latino         | –                           | - MX ventas: |
| 2008 | 20 grandes de Ninel Conde - Sello discográfico: Universal Music Latino | –                           | - MX ventas: |

### EP
| Año  | Detalles del álbum                                         | Certificaciones (en ventas) |              |
| Año  | Detalles del álbum                                         | Certificaciones (en ventas) | MEX          |
| ---- | ---------------------------------------------------------- | --------------------------- | ------------ |
| 2006 | El bombón asesino - Sello discográfico: Televisa EMI Music | –                           | - MX ventas: |

### Sencillos
| Año  | Canción                               | Posiciones máximas | Posiciones máximas | Álbum             |
| Año  | Canción                               | US LAT             | US REG             | Álbum             |
| ---- | ------------------------------------- | ------------------ | ------------------ | ----------------- |
| 2003 | "Callados" (Con José Manuel Figueroa) | –                  | 33                 | Ninel Conde       |
| 2004 | "Canela fina"                         | –                  | –                  | Ninel Conde       |
| 2004 | "La tabla"                            | –                  | –                  | Ninel Conde       |
| 2005 | "La rebelde"                          | –                  | –                  | La rebelde        |
| 2005 | "Todo conmigo"                        | –                  | –                  | La rebelde        |
| 2006 | "Ingrato"                             | –                  | 17                 | La rebelde        |
| 2006 | "No me verás"                         | –                  | –                  | La rebelde        |
| 2006 | "El bombón asesino"                   | –                  | –                  | El bombón asesino |
| 2008 | "Ni un centavo"                       | –                  | –                  | Libre             |
| 2008 | "Libre"                               | –                  | –                  | Libre             |
| 2010 | "Mujeriego"                           | –                  | –                  | Libre             |

## Videos musicales
| Año  | Canción                               | Álbum             | Director          | Notas |
| ---- | ------------------------------------- | ----------------- | ----------------- | --- |
| 2003 | "Callados" (Con José Manuel Figueroa) | Ninel Conde       | Rodrigo Guardiola | |
| 2005 | "Todo conmigo"                        | La rebelde        | n/a               | Fue filmado en el Rancho de Vicente Fernández, también aparece José Manuel Figueroa en el video como el galán de Ninel. |
| 2005 | "Ingrato"                             | La rebelde        | n/a               | |
| 2006 | "El bombón asesino"                   | El bombón asesino | n/a               | |
| 2010 | "Mujeriego"                           | Libre             | n/a               | Eduardo Yáñez aparece en el video.                                                                                      |

## Apariciones en álbumes
| Año  | Canción        | Álbum                           |
| ---- | -------------- | ------------------------------- |
| 2004 | "Una mujer"    | Big Brother VIP: 3 (soundtrack) |
| 2007 | "El año viejo" | Navidad Con Amigos: 2007        |

## Premios

### Premios Grammy Latino
| Año  | Categoría           | Álbum       | Resultado |
| ---- | ------------------- | ----------- | --------- |
| 2004 | Mejor álbum grupero | Ninel Conde | Nominada  |

### Premios TVyNovelas
| Año  | Categoría                | Telenovela         | Resultado |
| ---- | ------------------------ | ------------------ | --------- |
| 2006 | Mejor actriz protagónica | Rebelde            | Nominada  |
| 2008 | Mejor actriz coestelar   | Fuego en la sangre | Nominada  |

### Sol de Oro
| Año  | Categoría               | Telenovela           | Resultado |
| ---- | ----------------------- | -------------------- | --------- |
| 1999 | Mejor actriz revelación | Catalina y Sebastián | Ganadora  |
| 2001 | Trayectoria profesional | Como en el cine      | Ganadora  |

### Palmas de Oro
| Año  | Categoría               | Puesta en escena         | Resultado |
| ---- | ----------------------- | ------------------------ | --------- |
| 1999 | Mejor actriz revelación | Mujeres frente al espejo | Ganadora  |

### Premios especiales
| Premio                | Por/Como                                                    |
| --------------------- | ----------------------------------------------------------- |
| Sol de oro            | Por trayectoria profesional por "Como en el cine"           |
| Sol de oro            | La cantante grupera de mayor éxito e impacto en México 2003 |
| Trilogía periodística | La cantante revelación de música grupera en U.S.A. 2003     |
| Micrófono de Oro      | Actuación en la telenovela "Como en el cine"                |
| Reconocimiento EXA    | Participación en el reality show "Big Brother VIP"          |
| Video Rola            | Reina grupera                                               |
| TVyNovelas            | Actriz mejor vestida                                        |
| Furia Musical         | La bomba grupera                                            |